# Bibliothèque universitaire et d'État de Düsseldorf
La Bibliothèque universitaire et d'État de Düsseldorf (ULB Düsseldorf) est un service central de l'Université Heinrich-Heine de Düsseldorf. En outre, il exécute les tâches de bibliothèque d'État de Rhénanie-du-Nord-Westphalie en coopération avec l'ULB Bonn et l'ULB Münster.
L'ULB Düsseldorf se compose d'une bibliothèque centrale et de quatre locaux décentralisés. L'administration et le traitement des médias sont organisés de manière centralisée. Des catalogues, des bases de données, des livres électroniques et des revues électroniques sont disponibles via le réseau de la bibliothèque à la fois dans toute l'université et à domicile.
Le fonds historique de l'ULB Düsseldorf remonte à la Bibliothèque du Tribunal électoral, fondée à Düsseldorf en 1770. De 1904 à 1970, l'établissement appartient à la ville. En 1970, les fonds de la bibliothèque sont repris par l'université nouvellement fondée.

## Histoire

### Bibliothèque de la Cour électorale, bibliothèque de la cour grand-ducale de Berg et bibliothèque royale d'État sur la Burgplatz

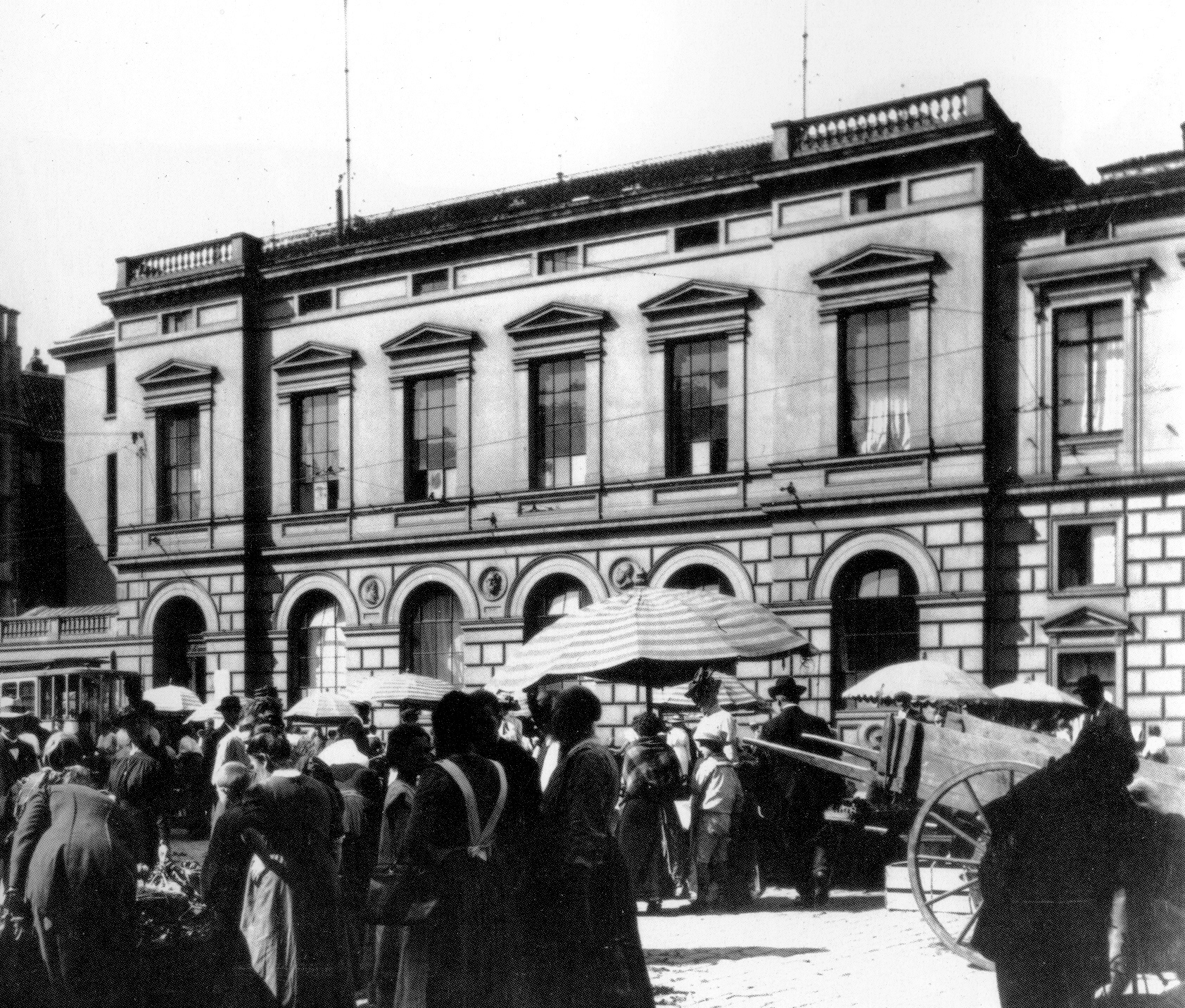
Extension de la bibliothèque d'État sur la Burgplatz (Julius Söhn, vers 1902)

Le prédécesseur de la bibliothèque universitaire et d'État de Düsseldorf est la bibliothèque publique électorale, fondée à Düsseldorf en 1770 par l'électeur Charles-Théodore du Palatinat, duc de Juliers et de Berg, qui est installée dans certaines salles de la galerie de peintures (de) du côté sud de château de Düsseldorf sur la place du château (de). Dans les premières années, elle reçoit des duplicata de la bibliothèque de la cour du Palatinat à Mannheim, mais les fonds fixes pour l'achat de livres ne sont disponibles que par le biais des droits de brevet pour les nominations de fonctionnaires dans le duché de Juliers-Berg (de). En 1786, les avoirs du Collège jésuite de Düsseldorf (de) dissous sont placés dans la bibliothèque de la cour, mais six ans plus tard, ils sont restitués à la demande de la congrégation de l'église Saint-André (de)
Pendant les guerres napoléoniennes, les moyens d'acquisition sont encore plus réduits qu'auparavant. De plus, la bibliothèque subit de nombreuses pertes lors du bombardement du château en 1794 et de la nécessaire délocalisation du fonds. À la suite du Recès de la Diète d'Empire de 1803, l'institution reçoit un inventaire de livres d'environ 25 abbayes de Basse-Rhénanie et de Westphalie à partir de 1803, qui comprend près de 20 000 volumes. Au cours de celle-ci, la bibliothèque du Collège des Jésuites est finalement inscrite à l'inventaire de la bibliothèque de la cour et la collection privée de Philipp Anton Hedderich (de) est acquise. Le budget n'est guère augmenté à partir de 1815 sous le gouvernement prussien dans la province de Juliers-Clèves-Berg, mais la bibliothèque obtient le droit de déposer des exemplaires à partir de 1809, qui dure jusqu'en 1849. De 1806 à 1813, à l'époque du grand-duché de Berg, l'institut s'appelle la bibliothèque de la cour grande-ducale de Berg
Après l'arrivée au pouvoir du royaume de Prusse, il est envisagé de transférer l'ensemble de la collection à l'université de Bonn, fondée en 1818, mais cela n'est pas mis en œuvre. Il fallut cependant verser quelques redevances à la jeune université, notamment des manuscrits précieux de l'abbaye d'Altenberg. Dès lors, la bibliothèque n'est gérée qu'à temps partiel par l'archiviste respectif des Archives royales provinciales (de).
En 1828, la bibliothèque du gouvernement dissous de Clèves est ajoutée à la bibliothèque de Düsseldorf, pour laquelle la désignation Bibliothèque royale d'État peut de plus en plus être prouvée à partir des années 1830. En 1838, 40 livres de chœur sont vendus car ils sont considérés comme sans valeur. La bibliothèque reçoit une extension en 1867 basée sur des plans de style classique tardif de Carl Albert Krüger (de), qui est attachée à l'aile Est du bâtiment de la galerie. Lors de l'incendie de 1872, qui détruit de grandes parties du château, le bâtiment d'extension et les salles de la bibliothèque de la galerie de tableaux sont épargnés.

### Bibliothèque d'État et de la ville de la Friedrichsplatz

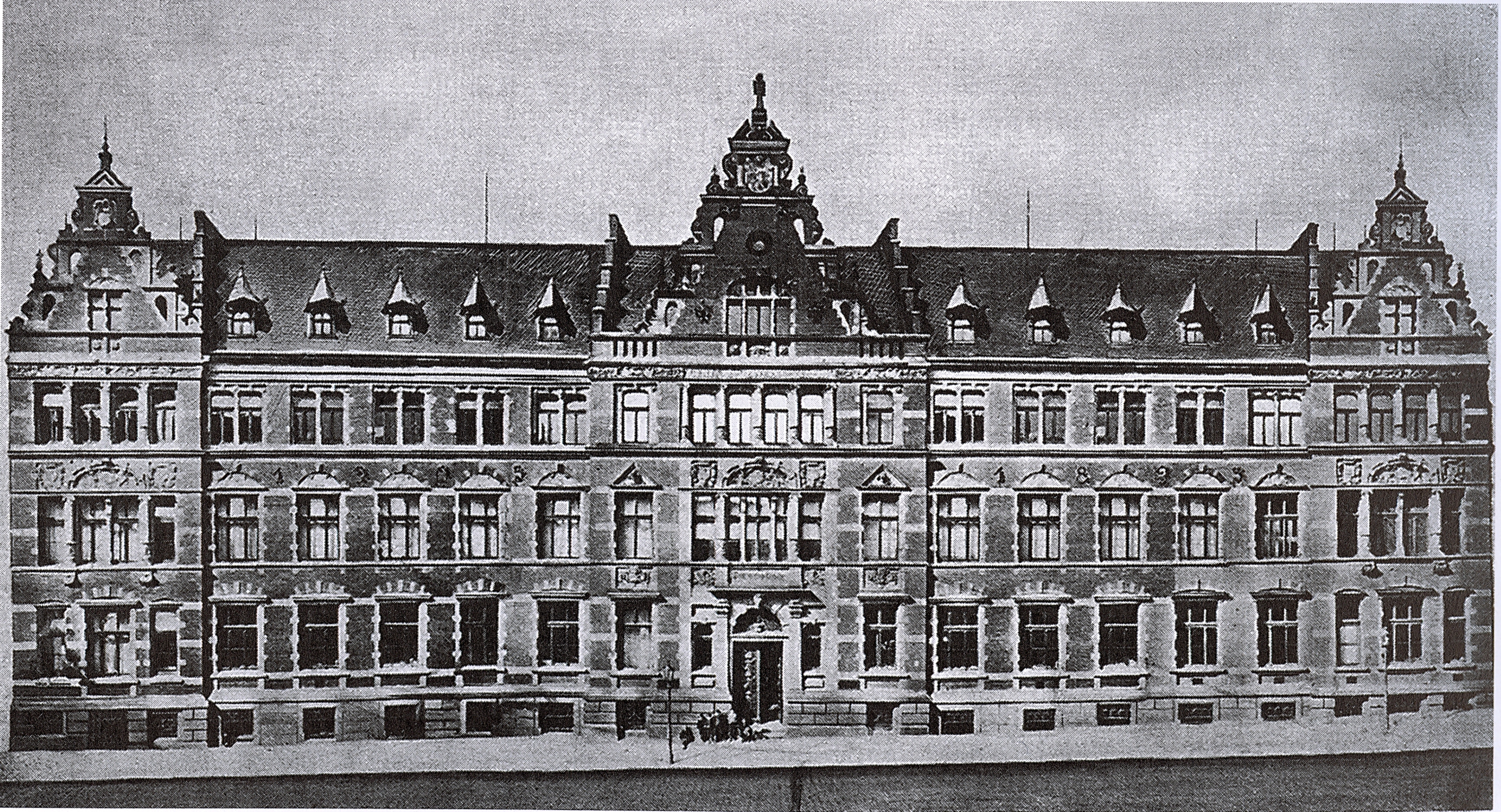
Bâtiment du, 1906

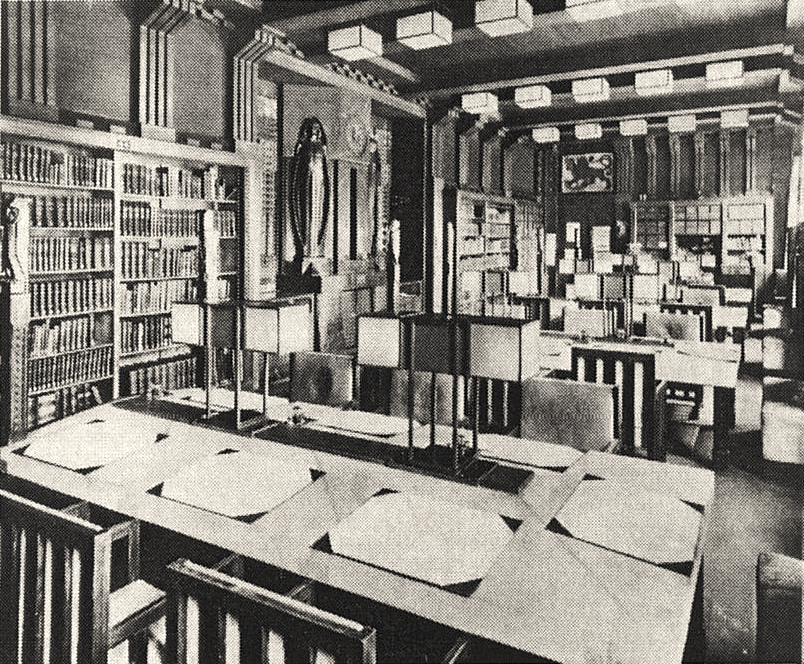
Salle de lecture de la bibliothèque dans le prolongement du musée des arts décoratifs lambrissée de bois de cèdre, Peter Behrens, photo vers 1906

Après le déménagement des archives provinciales de Düsseldorf dans la Prinz-Georg-Straße (de) en 1896 et la cessation de la gestion commune, la bibliothèque, qui compte alors environ 42 000 volumes, est cédée à la ville de Düsseldorf en 1904. Sous le parrainage de la ville, elle est poursuivie en tant que bibliothèque d'État et de la ville de Düsseldorf et à partir de 1906, installée dans une extension du musée des arts décoratifs (de) sur la Friedrichsplatz (de). Dès 1905, l'institution reçoit en cadeau la bibliothèque Heine, qui a été acquise par le comité de mémoire d'Heine. La bibliothèque d'État et de la ville reçoit des moyens nettement plus importants pour les acquisitions arrières et continues, de sorte que le fonds peut être considérablement élargi dans la première moitié du XXe siècle sous Constantin Nörrenberg (de). D'autres collections fermées sont également intégrées à la bibliothèque, notamment les bibliothèques privées du pasteur catholique Anton Joseph Binterim (de) et du physicien Johann Friedrich Benzenberg, et quelque 37 000 programmes scolaires.
Au début de la Seconde Guerre mondiale, sous la direction du directeur de la bibliothèque Hermann Reuter (de), une grande partie des fonds sont évacués vers 15 lieux de récupération afin d'éviter des pertes importantes. En effet, le musée des arts décoratifs est gravement endommagé lors de deux raids aériens et lors de la prise de la ville par les Alliés, rendant très difficile la restitution de l'inventaire et l'utilisation de la bibliothèque dans l'après-guerre. Cependant, seules les réparations les plus nécessaires sont apportées au bâtiment, de sorte que la situation spatiale de la bibliothèque est restée inadéquate tout au long des années 1950 et 1960. En 1956, la bibliothèque d'État et de la ville acquit le domaine de manuscrits d'Heinrich Heine, qui, avec la bibliothèque du poète, devient la plus grande collection Heine au monde. La croissance du fonds de la bibliothèque augmente régulièrement grâce aux achats et aux dons, de sorte qu'en 1968, le nombre de 500 000 volumes est dépassé.

### Bibliothèque universitaire et d'État
En 1965, l'Académie de médecine de Düsseldorf, qui existe depuis 1907 et possède sa propre bibliothèque, esttransformée en une université qui s'appelle l'Université Heinrich-Heine de Düsseldorf depuis 1988. En 1970, l'université nouvellement fondée repren l'ancienne bibliothèque d'État et de la ville de Düsseldorf et la fusionne avec la bibliothèque centrale de l'ancienne Académie de médecine pour former un système de bibliothèque à un seul niveau. La même année, la ville remet la collection d'autographes et d'estampes du poète Heinrich Heine au nouvel Institut Heinrich-Heine. Depuis 1983, l'ULB Düsseldorf collabore avec l'ULB Münster pour créer la Nordrhein-Westfälische Bibliographie (de), une base de données en ligne qui indexe le contenu de la littérature sur la Rhénanie-du-Nord-Westphalie jusqu'au niveau de l'essai.
Depuis 1993, elle remplit les fonctions de bibliothèque d'État pour la Rhénanie-du-Nord-Westphalie. Dans cette fonction, elle est principalement responsable du district de Düsseldorf : elle détient le droit de dépôt légal pour les médias apparaissant dans cette zone et acquiert la littérature régionale sur la Rhénanie-du-Nord-Westphalie et ici en particulier la littérature régionale sur la région de Basse-Rhénanie, la région de la Ruhr et le pays de Berg. En outre, il s'engage particulièrement à entretenir les précieux stocks et collections de ses prédécesseurs, qui font partie du patrimoine culturel de l'État de Rhénanie-du-Nord-Westphalie .

## Directeurs de la bibliothèque
- 1770–1805: Goswin Joseph Arnold von Buininck (de)
- 1805–1818: Joseph Schram (de)
- 1818–1866: Theodor Joseph Lacomblet (de)
- 1866–1900: Woldemar Harleß (de)
- 1900–1904: Theodor Ilgen (de)
- 1904–1928: Constantin Nörrenberg (de)
- 1928–1950: Hermann Reuter (de)
- 1950–1964: Joseph Gießler
- 1964–1970: Eberhard Galley (de)
- 1970–1994: Günter Gattermann (de)
- 1994–1999: Elisabeth Niggemann
- 2000–2017: Irmgard Siebert (de)
- 2018–    : Kathrin Kessen

## Collections (sélection)

### Collection Thomas-Mann
La bibliothèque universitaire et d'État abrite l'une des plus importantes collections sur l'écrivain Thomas Mann. Elle est initialement créée par le germaniste de Düsseldorf Hans-Otto Mayer (de), qui commence à collectionner des éditions de ses œuvres, dont de nombreuses copies signées, alors qu'il est encore étudiant. Après la Seconde Guerre mondiale, des publications de littérature secondaire sur Mann sont ajoutées et Mayer créé également une archive d'articles de journaux qui comprend désormais plus de 30 000 documents.
En 1969, la "Société des Amis et Mécènes de l'Université Heinrich-Heine de Düsseldorf e. V. » acquis cette collection et en fait don à la jeune université. Depuis lors, il est complété par des copies d'environ 5 000 lettres de Mann, des portraits et des successions de Mayer, Harry Matter et Georg Potempa (de). Des éditions d'ouvrages et de littérature secondaire sont acquises en continu. La collection Thomas-+Mann est disponible pour un usage académique dans la salle de lecture spéciale de la bibliothèque centrale. 

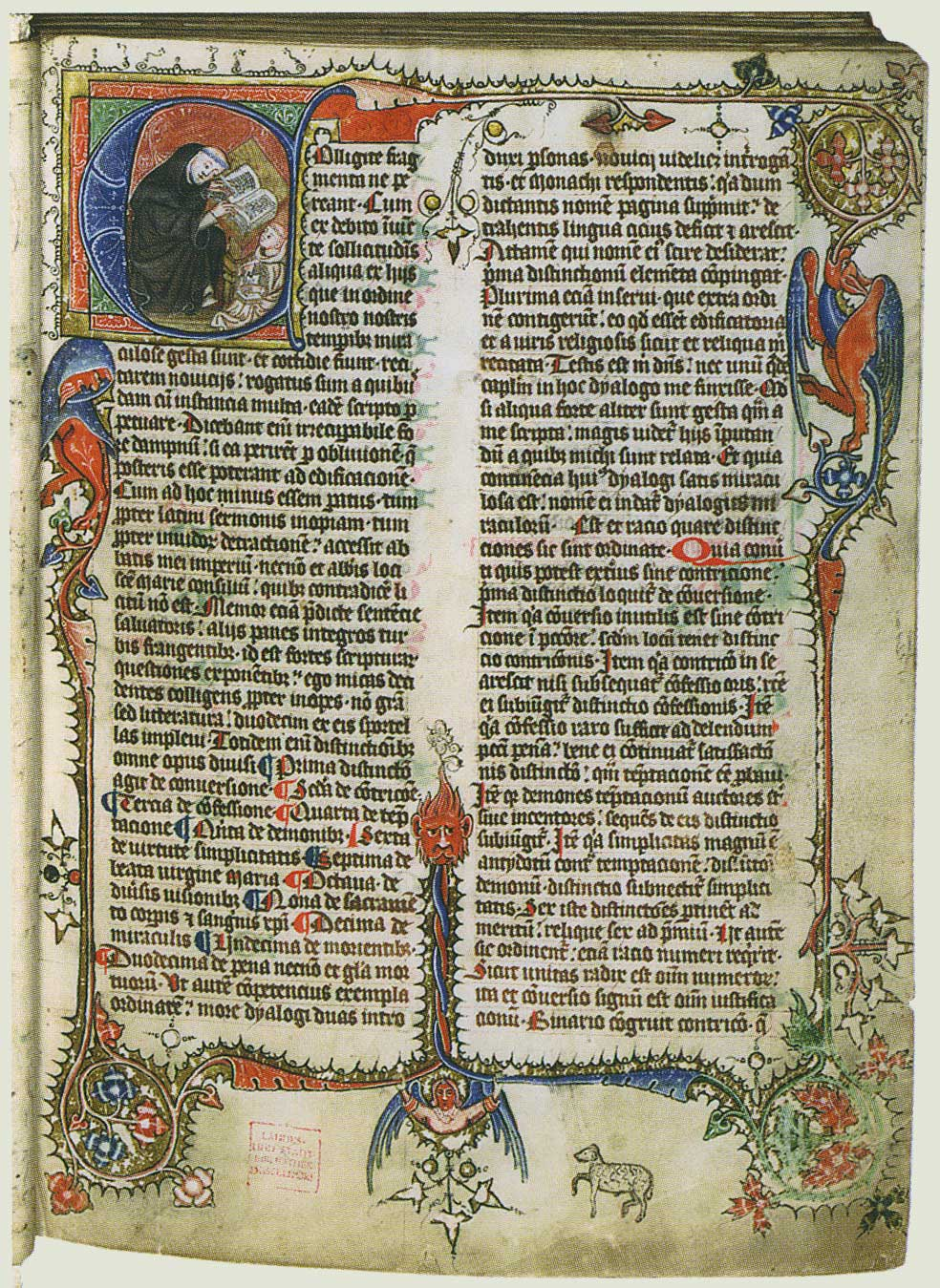
Dialogus miraculorum de Césaire de Heisterbach
(fol. 2 ^{r} du manuscrit C 27)

### Manuscrits
Environ 400 manuscrits médiévaux datant du VIIIe siècle sont conservés dans la bibliothèque universitaire et d'État. De plus, la bibliothèque possède une vaste collection de fragments. La plupart des collections de manuscrits proviennent des bibliothèques dissoutes des abbayes rhénanes ou westphaliennes, notamment l'abbaye Altenberg, l'abbaye d'Essen, l'abbaye de Paradiese près de Soest et l'abbaye de Werden. Les codex contiennent principalement des textes liturgiques, hagiographiques, ascétiques, canoniques, juridiques romains et historiographiques. La division en groupes de fonds au contenu séparé, qui sont indiqués par des lettres majuscules, provient de Theodor Joseph Lacomblet, qui enregistre les manuscrits dans un catalogue en 1850.
Outre les manuscrits médiévaux, des manuscrits modernes sont également conservés dans les collections historiques de la bibliothèque.

### Incunables et gravures anciennes
Les fonds de l'université et de la bibliothèque d'État contiennent près de 1000 incunables, y compris des copies individuelles et des fragments des premiers jours de l'impression de livres. La collection contient également des estampes de l'imprimerie de Johannes Gutenberg et des exemplaires uniques de l'Ars Minor de Donat. La majorité des incunables viennent de Rhénanie, notamment de l'atelier d'Ulrich Zell et des Pays-Bas ; mais il y a aussi de nombreux incunables de Paris et de Venise dans la collection.
Les dernières estampes de la collection de Düsseldorf peuvent être datées du XVIe siècle avec environ 4000 titres, environ 7400 du XVIIe siècle et environ 25 000 imprimés du XVIIIe siècle.

### Legs
La Bibliothèque universitaire et d'État détient également un certain nombre de legs qui sont répertoriés dans la base de données de l'association Kalliope. Les legs de la bibliothèque comprennent les collections de Gerhard Ritter, Fritz Kranz (de) et Serge Maiwald (de), mais aussi des legs plus anciens, notamment par Johann Friedrich Benzenberg et Karl Semper.

## Série de publications
Depuis 1986, la bibliothèque publie sa propre série de publications sur l'histoire de la maison, les collections et divers domaines de travail. La série apparaît sous le titre "Schriften der Universitäts- und Landesbibliothek Düsseldorf" (jusqu'en 1992 "Schriften der Universitätsbibliothek Düsseldorf"). Les volumes apparaissent dans une version imprimée et sont également mis à disposition sous forme numérique pour une utilisation gratuite. 